# Frédéric Prégermain
Pas d'image ? Cliquez ici

a Compétitions nationales et continentales officielles uniquement.

b Matchs officiels uniquement.
Frédéric Prégermain, né le 6 avril 1966 à Nevers (Nièvre) et mort le 20 mars 2020 dans la même ville, est un joueur français de rugby à XV.

## Biographie
Né à Nevers, Frédéric Prégermain commence le rugby à XV à l'USO Nevers. Il est sélectionné chez les cadets d'Auvergne en compagnie de Sylvain Couthier,.
Lors de la saison 1983-1984, il fait partie des juniors crabos qui participent aux phases finales en hissant l'équipe jusqu'en huitième de finale ; ils échouent face à Ussel après avoir écarté le Racing Club de France. Il est ensuite sélectionné en équipe de France junior,.
Encore jeune, il s'aguerrit deux saisons chez les seniors sous le maillot de son club formateur, mais ils sont battus par l'US Cognac en seizième de finale de deuxième division lors de la saison 1984-1985.
En 1986, il rejoint l'US Carcassonne où il joue trois saisons et obtient quelques sélections avec l'équipe de France A,.
Il signe en 1989 à l'AS Montferrand où il est associé en deuxième ligne à Olivier Merle. Après une première saison discrète, il devient un titulaire quasi indiscutable lors des trois suivantes. Il côtoie le stade Marcel-Michelin jusqu'en 1996 mais une chute à moto lui meurtrit un genou et l'empêche de continuer sur sa lancée,.
La même année, il s'engage à l'US Romans Péage où il effectue une saison avant de revenir donner un coup de main à l'USO Nevers et de tirer un trait sur le rugby. Il se consacre à la pratique intensive du vélo et il effectue des tests pour Look Cycle,.
Frédéric Prégermain travaille au Gormen's Café à Clermont-Ferrand, un bar tenu par ses coéquipiers de l'ASM : Gilles Darlet, Christophe Juillet, Serge Ricou, Philippe Saint-André et son frère Raphaël Saint-André. Il travaille comme salarié en usine et se syndicalise à la CFDT.
En 2015, il devient le gérant du bar La Tavern' à Nevers,,.
Frédéric Prégermain meurt le 20 mars 2020 à l'âge de 53 ans,,.

### Vie privée
Il est le père d'une fille, Marie.